# Tanjung Baru (Kikim Tengah)
Tanjung Baru is een bestuurslaag in het regentschap Lahat van de provincie Zuid-Sumatra, Indonesië. Tanjung Baru telt 355 inwoners (volkstelling 2010).